# نرکین گیراتاغ
نرکین گیراتاغ (به ارمنی: Ներքին Գիրաթաղ) یک روستای پیشین در ارمنستان است که در استان سیونیک واقع شده است. نرکین گیراتاغ در ۴ کیلومتری جنوب شرق شورنوخ واقع شده است.

## خصوصیات
نرکین گیراتاغ طبق سرشماری سال ۲۰۱۱ خالی از سکنه است و در ارتفاع ۱۴۴۰ متر بالاتر از سطح دریا قرار گرفته است.